# ألكسندر متاو
ألكسندر أباريسيدو ريتشي متاو الشهير باسم ألكسندر متاو (26 مارس 1986) لاعب كرة قدم برازيلي لعب سابقاً لصالح نادي الأخدود السعودي في مركز المهاجم .